# دساتير رسولية

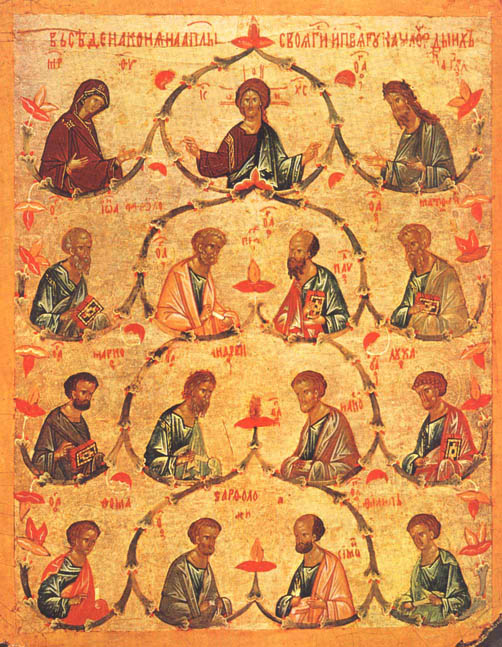

الدساتير الرسولية أو دساتير رسل المسيح القديسيين (باللاتينية: Constitutiones Apostolorum) هي مجموعة من النصوص المسيحية مكونة من ثماني رسائل تنتمي إلى الأوامر الكنسية (بالإنجليزية: Ancient Church Orders)‏، وهو من أنواع المؤلفات المسيحية القديمة، فيها معالجات «رسولية» موثقة للسلوك الأخلاقي والشعائر والنظام الكنسي. يمكن تأريخ المؤلفات ما بين 375 م إلى 380 م. يعتقد أن مكان كتابتها أو مكان العثورعليها في سوريا، وربما أنطاكية. والمؤلف غير معروف، حتى لو كان يُعتبر منذ زمن جيمس أوشر أن المؤلف هو نفسه مؤلف رسائل إغناطيوس المزيفة، ربما كان الأسقف الأنومياني جوليان من قيليقية في القرن الرابع.

## روابط خارجية
- الدساتير الرسولية : نص إنجليزي على الإنترنت من آباء ما قبل نيقية
- الموسوعة اليهودية: Didascalia
- Collins, William Edward (1911). "Apostolical Constitutions" . In Chisholm, Hugh (ed.). Encyclopædia Britannica (بالإنجليزية) (11th ed.). Cambridge University Press. Vol. 2. pp. 199–201. يحتوي هذا على تفسير أكثر تفصيلاً للكتابات وتأليفها المحتمل.
- موسوعة شاف هيرزوغ للمعرفة الدينية: الدساتير والشرائع الرسولية